# Краснокалиновский
Краснокали́новский — посёлок в Дмитровском районе Орловской области. Входит в состав Друженского сельского поселения.

## География
Расположен в 6 км к северу от Дмитровска на правом берегу реки Малая Локна. К северо-востоку от посёлка на этой реке находится Краснокалиновский пруд. К юго-западу от посёлка находится лесничество. Высота населённого пункта над уровнем моря — 218 м.

## История
В 1926 году в посёлке было 21 хозяйство (в т.ч. 20 крестьянского типа), проживал 121 человек (60 мужского пола и 61 женского). В то время Краснокалиновский входил в состав Волконского сельсовета Волконской волости Дмитровского уезда. С 1928 года в составе Дмитровского района. После упразднения Волконского сельсовета Краснокалиновский вошёл в состав Рублинского сельсовета. В 1937 году в посёлке было 30 дворов. Во время Великой Отечественной войны, с октября 1941 года по август 1943 года, находился в зоне немецко-фашистской оккупации. После упразднения Рублинского сельсовета посёлок вошёл в состав Друженского сельсовета.

## Население
| Годы      | 1926 | 1981 | 2002 | 2010 |
| --------- | ---- | ---- | ---- | ---- |
| Население | 121  | ≈60  | 24   | ↘12  |